# Grauel
Grauel er en kommune og en by i det nordlige Tyskland, beliggende i Amt Mittelholstein i den sydlige del af Kreis Rendsborg-Egernførde. Kreis Rendsborg-Egernførde ligger i den centrale del af delstaten Slesvig-Holsten.

## Geografi
Grauel ligger omkring 20 km vest for Neumünster og 25 km syd for Rendsborg i Naturpark Aukrug. Lige nordvest for Grauel krydser Bundesstraße 77 fra Rendsborg mod Itzehoe og Bundesstraße 430 fra Neumünster mod Schenefeld hinanden.